# Новицький Ігор Валентинович
Новицький Ігор Валентинович (* 31 жовтня 1869, ? — † після 1934, ?) — генерал-хорунжий Армії УНР.

## Біографія

### В Російській армії
На військову службу вступив у 1887 році. Закінчив 2-ге військове Костянтинівське училище. Станом на 1 січня 1910 року — підполковник, служив на посаді бібліотекаря Костянтинівського артилерійського училища. У 1916–1917 роках — командир 183-ї гарматної бригади. Був нагороджений орденом Святого Георгія IV ступеня. Останнє звання у російській армії — генерал-майор.

### На службі Україні
В українській армії з 12 січня 1918 року — помічник начальника Головної шкільної управи Військового міністерства Центральної Ради. З 16 січня 1918 року — начальник артилерії Київської військової округи. З квітня 1918 року — урядовець для доручень Міністерства земельних справ УНР. З 20 січня 1919 року — інспектор артилерії 10-го дієвого корпусу Дієвої Армії УНР. 
16 травня 1919 року потрапив у Луцьку до польського полону.
У таборах для військовополонених дав згоду вступити до білогвардійської Північно-Західної армії. Проходив додаткове навчання в артилерійській школі в Англії для обслуговування гармат англійських систем. Деякий час був інспектором артилерії 2-го корпусу Північно-Західної білогвардійської армії генерала Юденіча. Після розгрому цієї армії виїхав на Балкани, звідки незабаром повернувся в Україну.
З 9 липня 1920 року — знову в українській армії. З 1 серпня 1920 року — начальник відділу зброї Артилерійської управи Армії УНР.

### На еміграції
З 1921 року — на еміграції у Чехо-Словаччині. Відомий церковний діяч, автор рукописів спогадів «Дневник командира — Великая война 1914–1917» та «Дневник скитальца», де значне місце присвячено службі в українській армії.
Деякий час жив на півдні Франції. У 1933 входив до складу керівників унтер-офіцерських курсів в Ніцці. У 1934 брав участь в освяченні головного табору Національної організації російських скаутів у Ніцці. 
Подальша доля невідома.